# Chapman (Kansas)
Chapman – miasto w Stanach Zjednoczonych, położone w hrabstwie Dickinson.